# Gertrud von Babenberg (Thüringen)
Gertrud von Babenberg (* ca. 1210/15; † 1241) war Landgräfin von Thüringen.
Sie wurde als Tochter von Herzog Leopold VI. von Österreich und Steiermark und dessen byzantinischer Gemahlin Theodora Angeloi geboren. Gertrud war eines von sieben Kindern, ihr Bruder war Friedrich II. von Österreich und ihre Schwester Margarethe wurde Gemahlin des deutschen Thronfolgers Heinrich VII. und erste Gemahlin des böhmischen Königs Ottokar II. Přemysl.
Im Jahre 1238 wurde sie mit Heinrich Raspe, Landgraf von Thüringen und späterem deutschen Gegenkönig, vermählt, nachdem dessen erste Gemahlin Elisabeth von Brandenburg sieben Jahre zuvor nach dreijähriger, kinderloser Ehe gestorben war. Jedoch auch Gertrud starb drei Jahre nach ihrer Eheschließung. Nachdem auch die dritte Ehe Heinrichs mit Beatrix von Brabant kinderlos blieb, belehnte Heinrich seinen Neffen Heinrich, den Sohn seiner Schwester Jutta, mit der Landgrafschaft Thüringen.
| Personendaten    | Personendaten                         |
| ---------------- | ------------------------------------- |
| NAME             | Babenberg, Gertrud von                |
| KURZBESCHREIBUNG | durch Heirat Landgräfin von Thüringen |
| GEBURTSDATUM     | um 1210                               |
| STERBEDATUM      | 1241                                  |